# (4174) Pikulia
(4174) Pikulia es un asteroide perteneciente al cinturón de asteroides, descubierto el 16 de septiembre de 1982 por la astrónoma soviética Liudmila Chernyj desde el Observatorio Astrofísico de Crimea (República de Crimea), Rusia).

## Designación y nombre
Designado provisionalmente como  1982 SB6. Fue nombrado Pikulia en honor al escritor ruso Valentín Sávvich Píkul.